# Castello Malatestiano (Longiano)
Il Castello Malatestiano è una struttura difensiva che domina il borgo di Longiano, in provincia di Forlì-Cesena.
Gli interni, restaurati nel XXI secolo, ospitano la sede della fondazione Tito Balestra, con un'importante collezione d'arte moderna e contemporanea.

## Storia
Il castello Malatestiano domina, assieme alla Torre Civica, il centro storico di Longiano. Le diverse destinazioni d'uso intercorse nei diversi periodi storici ne hanno influenzato e cambiato l'aspetto.
La presenza di un castello nell'area di Longiano risulta già attestata da un documento del 1059. In età comunale la zona, saldamente in mano ai riminesi, fu lungamente contesa dai cesenati. Nel 1290, dopo l'ennesimo attacco delle truppe di Cesena, Gianciotto Malatesta fece rinforzare la struttura con la costruzione dei bastioni. Entrato tra i possessi della famiglia Malatesta il castello fu poi ampliato nel XII secolo con la costruzione della torre civica, del mastio e dei bastioni.
In seguito, papa Leone X concesse Longiano in feudo perpetuo ai conti Rangone di Modena, che modificarono radicalmente l'esterno dell'edificio, adibendo il Castello come residenza nobiliare, abbandonando i caratteri medievali della fortezza militare e difensiva. Risalgono a questo periodo gli affreschi ancora conservati in due stanze del complesso e la vasca veneziana nella corte, come testimonianza della breve dominazione veneziana di Longiano.
Passato allo Stato Pontificio nel 1463, tra il 1503 ed il 1506 il castello fu occupato dai veneziani che vi costruirono la vasca tuttora presente nel cortile. Nel 1519 fu infeudato da papa Leone X al conte Guido II Rangoni. Quest'ultimo modificò la struttura eliminando gran parte delle fortificazioni malatestiane e aggiungendo le loggette e riadattando gli interni convertendo così il fabbricato in una residenza.
Nel XIX secolo il castello, ed in particolare i suoi ambienti interni, furono ulteriormente modificati. L'edificio è stato sede del municipio di Longiano sino al 1989.
Il castello è costituito da numerose stanze, una grande Sala dell'Arengo, la Sala degli Affreschi, due torrioni, un'elegante loggetta, una terrazza panoramica che domina la pianura fino al mare Adriatico, le stanze proprie del Castello, oggi adibita a scopo espositivo, i sotterranei e una suggestiva corte interna con l'antica torre civica e la vasca cinquecentesca veneziana, che comprende anche l'Ex Chiesa Madonna di Loreto. Dopo il Risorgimento, quando divenne sede del comune vennero aggiunte la Sala Consigliare e la Sala degli Affreschi oltre ad alcune modifiche all'esterno.

## Patrimonio artistico e attività culturali
Dai primi anni '90 il Castello è diventato la sede della Fondazione Tito Balestra, aprendo al pubblico come galleria d'arte moderna e contemporanea, con l'obiettivo di tutelare e divulgare l'importante collezione del poeta longianese Tito Balestra, diventando da allora un centro culturale e artistico in Romagna.
La collezione costituita da Tito Balestra è tra la più consistente di tutta la regione nel settore dell'arte contemporanea. Vi si possono trovare tracce dei più grandi artisti del ‘900 italiano (da Mario Mafai a Ottone Rosai, da Filippo De Pisis a Mario Sironi, passando per Renato Guttuso, Giorgio Morandi, Renzo Vespignani, Antonio Zancanaro) e del panorama internazionale (Mark Chagall, Francisco Goya, Oskar Kokoschka, Henri Matisse, Cy Twombly fra gli altri). Particolarmente ingente è il numero di opere di Mino Maccari, quasi 2000, intimo amico del poeta e importante figura della pittura italiana del secondo Novecento, costituendo praticamente quasi un museo autonomo.
Oltre alla collezione artistica, la fondazione gestisce la biblioteca che conta migliaia di volumi, alcuni anche rari, grazie alle recenti donazioni. Attualmente è in fase di catalogazione in attesa di essere aperta al pubblico. Ospita inoltre l'archivio sull'attività di Tito Balestra.
La fondazione Tito Balestra organizza inoltre eventi e attività artistiche nelle sale del Castello, come laboratori didattici, concerti, mostre temporanee, conferenze e presentazione di libri e volumi. D'estate la corte Carlo Malatesta antistante il castello ospita concerti di musica classica e contemporanea.